# Roberto Carretero
Roberto Carretero Díaz (ur. 30 sierpnia 1975 w Madrycie) – hiszpański tenisista.

## Kariera tenisowa
W 1993 roku Carretero triumfował w grze pojedynczej juniorów na French Open.
Jako zawodowy tenisista występował w latach 1993–2001.
W maju 1996 roku Hiszpan wygrał turniej rangi ATP World Tour z cyklu ATP Masters Series w Hamburgu. Carretero przeszedł najpierw z powodzeniem eliminacje do tego turnieju – przed imprezą znajdował się poniżej 300. miejsca rankingu światowego – a w turnieju głównym pokonał kolejno Jordiego Arrese, MaliVai Washingtona, Arnauda Boetscha, Gilberta Schallera, Jewgienija Kafielnikowa. W finale Carretero okazał się lepszy od Àlexa Corretji w stosunku 2:6, 6:4, 6:4, 6:4.
Sukces w Hamburgu dał mu awans do czołowej setki rankingu (na 58. miejsce), ale Hiszpan nie znalazł stałego miejsca w szerokiej czołówce. Wysoki ranking umożliwiał mu przez rok regularne starty w najważniejszych imprezach, które kończył zazwyczaj na 1 rundach. Łącznie wystąpił w czterech imprezach wielkoszlemowych, nigdy nie awansując dalej niż do 2 rundy (French Open 1997, US Open 1996). W 1997 spadł z pierwszej setki rankingu.

### Finały w turniejach ATP World Tour
| Legenda                                      |
| -------------------------------------------- |
| Wielki Szlem                                 |
| Igrzyska olimpijskie                         |
| Tennis Masters Cup / ATP Finals              |
| ATP Masters Series / ATP Tour Masters 1000   |
| ATP International Series Gold / ATP Tour 500 |
| ATP International Series / ATP Tour 250      |

#### Gra pojedyncza (1–0)
| Końcowy wynik | Nr | Data         | Turniej | Nawierzchnia | Przeciwnik    | Wynik finału       |
| ------------- | -- | ------------ | ------- | ------------ | ------------- | ------------------ |
| Zwycięzca     | 1. | 12 maja 1996 | Hamburg | Ceglana      | Àlex Corretja | 2:6, 6:4, 6:4, 6:4 |